# Vepric

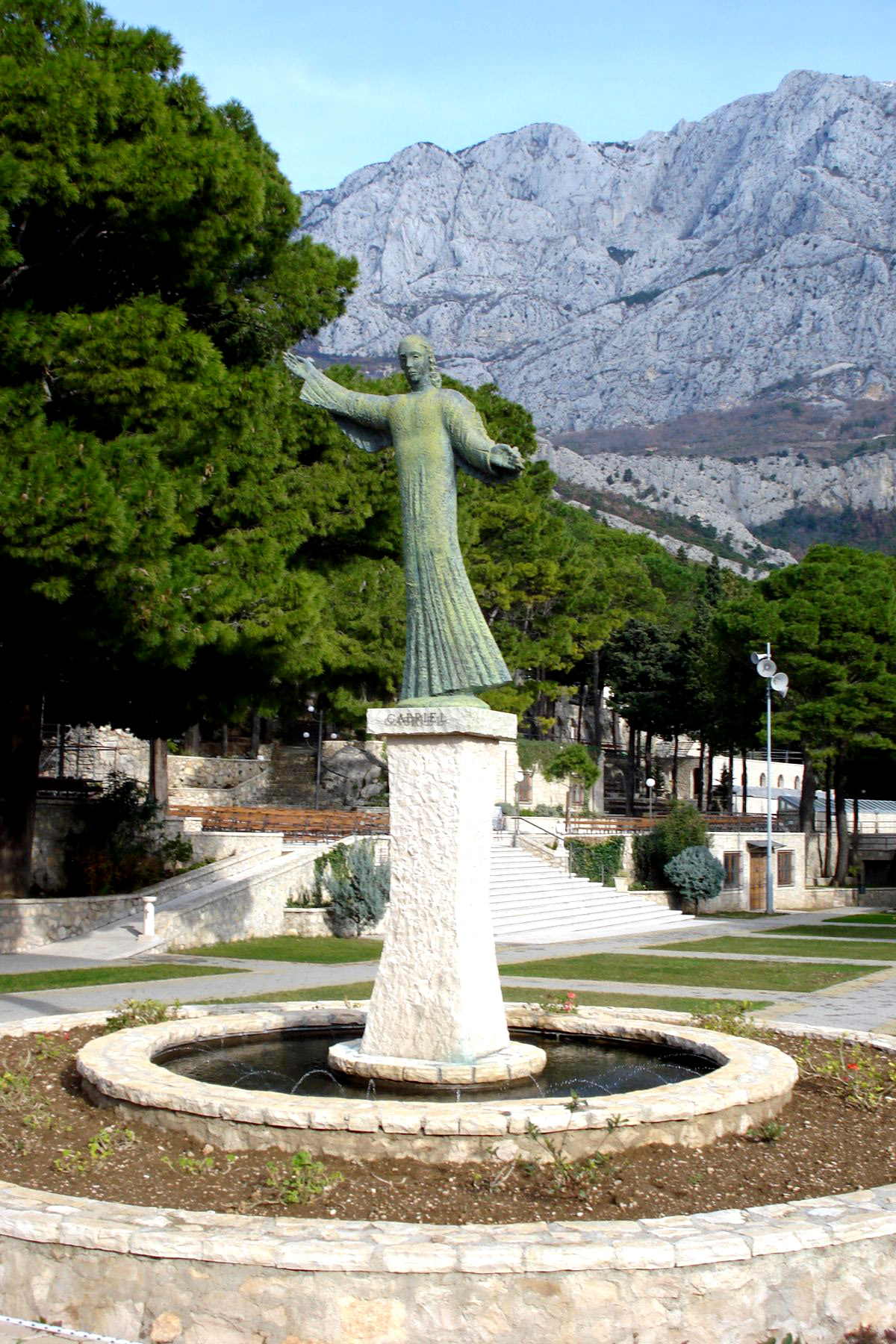
Estatua del Arcángel Gabriel en Vepric

Vepric es un Santuario Mariano de Croacia, fundado en 1908. Se encuentra en el Condado de Split-Dalmacia, precisamente a pocos kilómetros al noroeste de la ciudad de Makarska en los pies de las Montañas Biokovo. Siendo uno de los más visitados y los santuarios marianos más populares en Dalmacia. Fue ordenado por el Arzobispo de Split-Makarska Juraj Carić, sobre el modelo del Santuario de Lourdes, y por voluntad del obispo mismo a su muerte vino a ser enterrado en el santuario.